# Trunnerup
Trunnerup är en by i Villie socken i Skurups kommun i Skåne län.
Författaren Henning Mankell bodde i Trunnerup under tiden han skrev böckerna om Ystad polisen Kurt Wallander.